# William le Maire de Warzée d'Hermalle
William le Maire de Warzée d'Hermalle (Liegi, 7 marzo 1879 – 1966) è stato un tennista belga.

## Biografia
Nato in una famiglia della nobiltà belga, il fratello maggiore Marie-Georges-Gérard-Léon le Maire de Warzée d'Hermalle fu un diplomatico belga e ambasciatore che sposò la figlia di Owen Hall.

## Carriera
Fu tra i protagonisti della squadra belga di Coppa Davis che raggiunse la finale della competizione nel 1904, durante questa edizione sconfisse i campioni di Francia Paul Aymé e Max Décugis.
Partecipò a cinque edizioni di Wimbledon ad inizio 1900 raggiungendo in due occasioni i quarti di finale nel singolare e due volte le semifinali nel doppio in coppia con il connazionale Paul de Borman.